# Kiss Tihamér László
Kiss Tihamér László (Diósgyőr, 1905. december 28.— Debrecen, 2005. július 19.) pedagógus, pszichológus, vallástanár, főiskolai tanár
Genfben Jean Piaget tanítványa volt. Piaget volt az ő mestere, egész pedagógiai tevékenységére jótékony hatást gyakorolt, még a kommunista diktatúra nehéz évei alatt is.
Kutatási területe: a humanizmus és a reformáció hatása a francia és a svájci kollégiumi oktatásra a XVI. században; fejlődéslélektan; a cselekvő iskola oktatásmetodikája; Piaget gyermekpszichológiája és módszere.

## Életpályája
Középiskolai vallástanári, majd tanítóképző intézeti tanári képzettséget (Szeged, 1931) szerzett, közben 1927-től külföldi egyetemeken tanult egyetemi ösztöndíjasként Strasbourgban, Párizsban, Bécsben, Genfben. Szegeden tudott elhelyezkedni vallástanárként. Egyetemi doktorátust tett pedagógiából, pszichológiából, esztétikából a Debreceni Tudományegyetemen, majd a második bécsi döntés után Sepsiszentgyörgyön az Erdélyi Református Tanítóképző Intézetben kapott állást, ahol pedagógiát és lélektant oktatott, 1944-ben Várkonyi Hildebrand Dezső Lélektani Intézetében a kolozsvári egyetemen habilitálták a gyermeklélektan magántanárává. Kiss Tihamér László munkásságát még Szegedről ismerte Várkonyi. Sepsiszentgyörgyön születtek Kiss Tihamér László gyermekei, de onnan a vesztes második világháború után menekülniök kellett.
Kiss Tihamér László a debreceni Református Kollégium Tanítóképző Intézetében kapott állást. 1947-ben a debreceni egyetemen habilitálták magántanárrá fejlődéslélektanból. Nehéz volt talpon maradnia a nagy átszervezések közepette, az általa oktatott tárgyak: hittan, lélektan mind háttérbe szorultak. Vállalta a KLTE Pszichológiai Tanszékének, majd Közművelődési és Felnőttoktatási Tanszékének vezetését (1947-1981), majd egyre inkább a debreceni Állami Tanítóképző Intézetbe húzódott vissza 1950-től, főiskolává alakult ez az intézmény, ahol 1956-tól a Pedagógiai-pszichológiai Tanszéket és 1959-től a Népművelés- és Könyvtárosképző Tanszéket is vezette. 1956-tól a Hajdú-Bihar megyei Tudományos Ismeretterjesztő Társulat megyei titkári tisztét is betöltötte, sokat tett a tudományok népszerűsítéséért. 1987-ben nyerte el a pszichológia tudományok kandidátusa címet.
A rendszerváltáskor már 85 éves nyugdíjas volt, de szellemileg aktív, s addigi kiadatlan írásait rendezte sajtó alá. Nagy műveltsége miatt tanítványai, barátai körében mindig nagy tiszteletnek örvendett. Egyetemista társaival, legjobb tanítványaival ápolta a kapcsolatot. Részt vett a Kelemen László vezette kutatás-módszertani kísérletben, a 6-os főirány országos irányításában. Kiváló szakmai és baráti kapcsolatokat ápolt pl. Duró Lajos tanítványával, aki húsz éven keresztül (1970-1990) volt a JATE Pszichológiai Tanszék vezetője.

## Emlékezete
A Kölcsey Ferenc Református Tanítóképző Főiskolán, Debrecenben 2009. december 14-én  az I. emeleti folyosón 16.30 órai kezdettel felavatták dr. Kiss Tihamér, a főiskola egykori tanára szobor-portréját.

## Művei (válogatás)
- A mai magyar ifjúság helyzete és mozgalmai. Különös tekintettel a Keresztyén Ifjúsági Egyesület munkájára. Szeged : Hirlapkiadó és Ny., 1931. 38 p.
- A humanizmus és a protestantizmus hatása a franciaországi nevelésre és oktatásra a XVI. században. Szeged, 1936. 201 p.[3]
- Lefèvre d’Étaples, a humanista pedagógus és vallásreformátor : halála 400-ik évfordulójára. Szeged : Szerző, 1936. 40 p.
- A németországi női munkaszolgálat : Arbeitsdienst : nemzetnevelési szempontból értékelve. Szeged : Szerző, 1937. 14, [2] p.
- A kátétanítás módszereinek történeti ismertetése. Szeged : Szerző, 1938. 93, [3] p.
- A magyar református kátétanítás módszertana. Hely, kiadó nélkül, 1939.
- Református hitvallásunk : a Heidelbergi Káté magyarázatos feldolgozása. Sepsiszentgyörgy, szerző, 1944. 119 p.
- A közművelődés pszichológiai alapjai. Budapest, Tankönyvkiadó Vállalat, 1972. 246 p.
- Az énkép kialakulása és fejlődése. Budapest, Tankönyvkiadó Vállalat, 1978. 143 p.
- Útmutató az óvodás gyermek személyiségtulajdonságainak, alkalmazkodásának és értelmi fejlettségi szintjének felméréséhez / a vizsgálati módszereket összeáll... Kiss Tihamér. Budapest : Piaget Alapítvány, 1993. 31 p.
- A gyermekek matematikai gondolkodásának kialakulása 2-7 életévben : fejlesztésének hatékony módszerei. Debrecen : Piaget Alapítvány, 1995. 175 p.
- Keresztyén erkölcsi nevelés gyermek- és serdülőkorban : Bibliai, lélektani és neveléstudományi útmutatások alapján. Budapest : Ref. Ped. Int., 2002. 227 p.

### Szerkesztés
- Tanítóképző intézetek tudományos közleményei, Debrecen

## Társasági Tagság
- Fédération Française des Maison des Jeunes (tudományos szaktanácsadó, 1965)
- Magyar Pedagógiai Társaság (egyik alapító tag)
- Magyar Pszichológiai Társaság (egyik alapító tag)

## Díjak, elismerések
- Az oktatásügy kiváló dolgozója (1955)
- Szocialista kultúráért (1966, 1986)
- Munka érdemérem (1968)
- TIT Aranykoszorús jevény (1978)
- Aranydiploma, KLTE (1989)
- Miniszteri elismerés (1990)
- Kölcsey Ferenc-díj (1991)
- Szent-Györgyi Albert-díj (1997)
- A Debreceni Református Hittudományi Egyetem díszdoktora[4] (2000)